# Rembrandtstraße (München)
Die Rembrandtstraße, 1948 nach dem Maler Rembrandt van Rijn benannt, ist eine Straße im Münchner Stadtteil Pasing, die um 1900 angelegt wurde.

## Geschichte
Die ursprünglich I. Apfelallee benannte Straße ist eine westöstlich ausgerichtete Straße der Villenkolonie Pasing II, die die Alte Allee mit der Marschnerstraße verbindet. Zunächst wurde die Rembrandtstraße nur vereinzelt mit Villen bebaut. Die größten Baulücken wurden nach 1910 mit zwei Reihenhausgruppen (Nr. 10–32 und Nr. 15–21) von Bernhard Borst ausgefüllt. An der Ostseite liegt das große Gartengrundstück der Villa Riemerschmid (Lützowstraße 11). 
Im Frühjahr 2016 erhielt die Straße eine neue Asphaltdecke, die Gehwege sind weiterhin nur gekiest bzw. begrünt.

## Baudenkmäler an der Rembrandtstraße

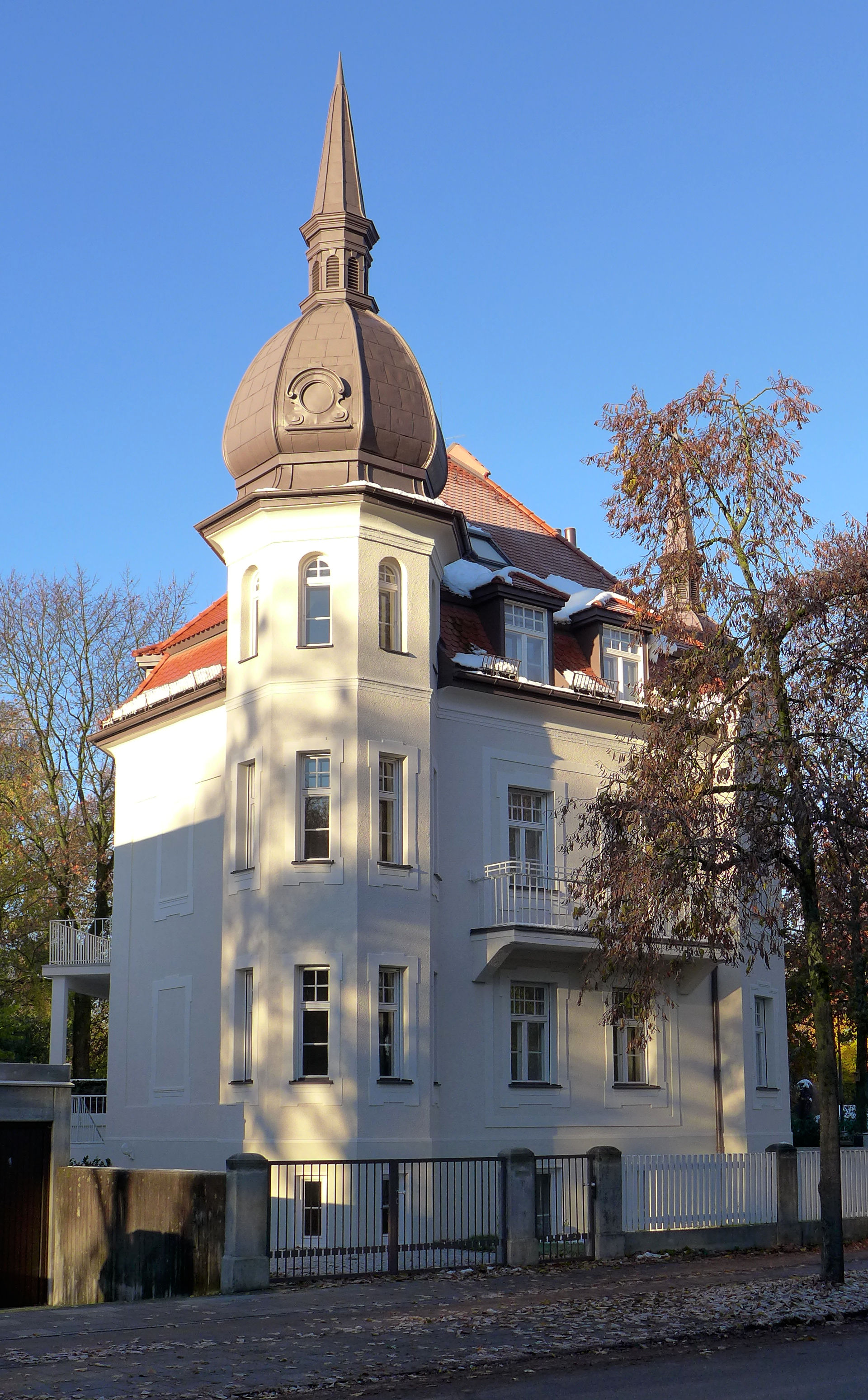
Doppelvilla Nr. 1 und 3
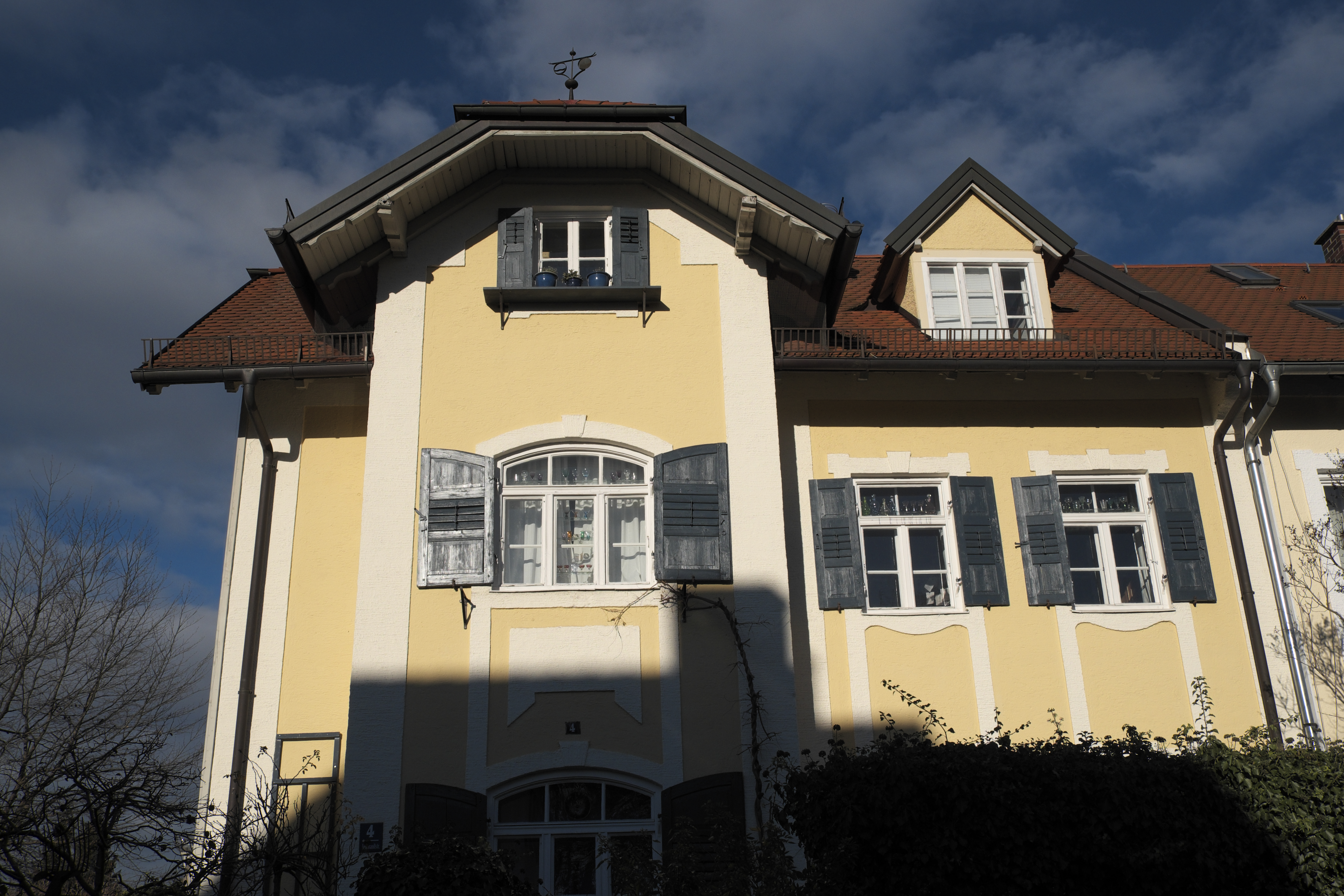
Rembrandtstraße 4
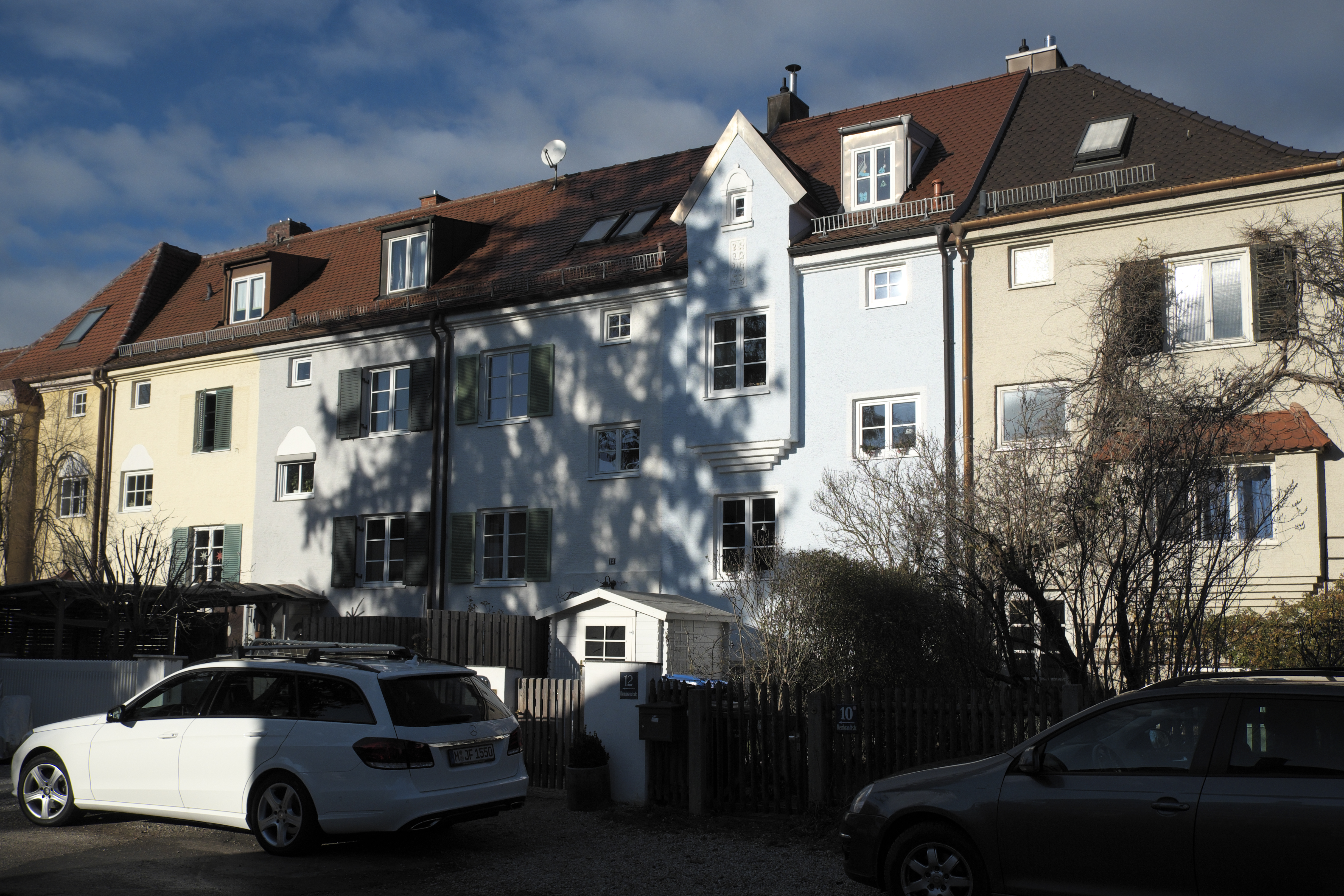
Reihenhausgruppe, Nr. 10–32

- Rembrandtstraße 1 (Doppelvilla mit Nr. 3)
- Rembrandtstraße 2 (Doppelhaushälfte mit Nr. 4)
- Rembrandtstraße 3 (Doppelvilla mit Nr. 1)
- Rembrandtstraße 4 (Doppelhaushälfte mit Nr. 2)
- Rembrandtstraße 6 (Villa)
- Rembrandtstraße 7 (Villa)
- Rembrandtstraße 13 (Villa)

## Bekannte Bewohner
Rembrandtstraße 4Der Kunstpädagoge und Präsident der Akademie der Bildenden Künste Rudolf Seitz lebte bis zu seinem Tod im April 2001 im Haus Nr. 4, wo sich heute das Rudi-Seitz-Archiv befindet.
Rembrandtstraße 6Der Landschaftsmaler Fritz Baer ließ sich die Villa mit Atelier 1901 erbauen.